# Amtsbezirk Weitra
Der Amtsbezirk Weitra war eine Verwaltungseinheit im Waldviertel in Niederösterreich.
Der Amtsbezirk war der Kreisbehörde in Krems an der Donau unterstellt und besorgte deren Amtsgeschäfte vor Ort. Die Zuständigkeit erstreckte sich neben Weitra auf die damaligen Gemeinden Abschlag, Albrechts, Brühl, Dietmanns, Eichberg, Friedreichs, Harbach, Harmanschlag, Heinreichs, Höhenberg, Hörmanns, Karlstift, Langfeld, Lauterbach, Ober-Lembach, St. Martin, Mistelbach, Naglitz, Großneusiedl, Großpertholz, Pyhrabruck, Reichenau am Freiwald, Reinprechts, Schagges, Schönau, Siebenlinden, Spital, Thaures, Tiergarten, Ulrichs, Unserfrau, Waltenstein, Watzmanns, Weikertschlag, Weißenbach, Altweitra, St. Wolfgang, Großwolfgers und Wultschau.
Der Amtsbezirk umfasste dabei 40 Gemeinden mit 17.866 Einwohnern (lt. Zählung von 1851).